# Rümlingen

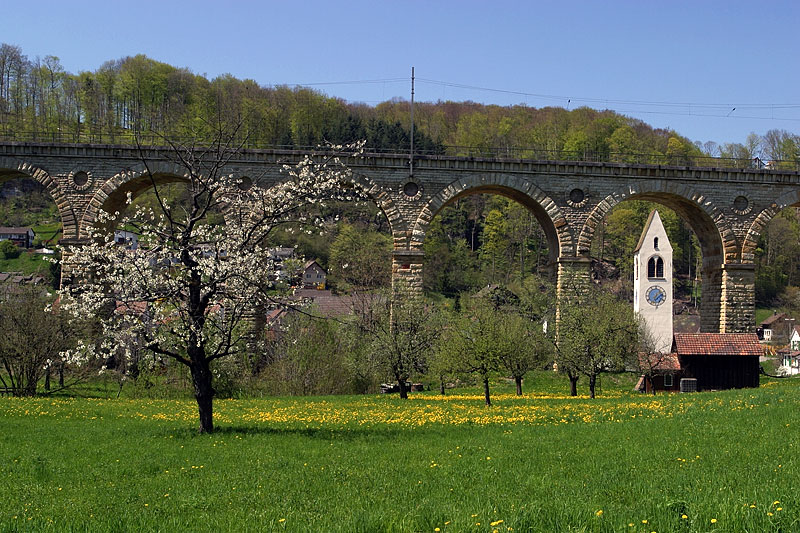
Rümlingen.

Rümlingen är en ort och kommun i distriktet Sissach i kantonen Basel-Landschaft, Schweiz. Kommunen har 434 invånare (2023).